# Dominic Antonelli
Dominic Anthony Antonelli (Detroit, 23 augustus 1967) is een Amerikaans voormalig ruimtevaarder. Antonelli zijn eerste ruimtevlucht was STS-119 met de spaceshuttle Discovery en vond plaats op 15 maart 2009. Tijdens de missie werd het onderdeel ITS S6 naar het Internationaal ruimtestation ISS gebracht.
Antonelli maakte deel uit van NASA Astronautengroep 18. Deze groep van 17 ruimtevaarders begon hun training in 2000 en had als bijnaam The Bugs. 
In totaal heeft Antonelli twee ruimtevluchten op zijn naam staan. In 2015 verliet hij NASA en ging hij als astronaut met pensioen. 